# Nikon D90
Nikon D90 je DSLR fotoaparat, ki ga je 27. avgusta 2008 predstavilo podjetje Nikon. Spada med polprofesionalne aparate, na tržišču naj bi zamenjal model Nikon D80. Cena za ohišje v ZDA je bila ob času predstavitve 999,95 ameriških dolarjev. Prodajal se je tudi v kompletu z novim objektivom Nikkor AF-S DX 18-105mm f/3.5-5.6G ED VR za ceno 1299,99 ameriških dolarjev. Cena za objektiv je v ZDA 399,95$.
Od modela D80 se D90 razlikuje po večji ločljivosti, ki znaša 12,3 MP ter po možnosti sprotnega pregledovanja (live preview) posnetkov. D90 je tudi prvi aparat DSLR, ki omogoča zajemanje video posnetkov v tehniki HD 720p. Posnetke lahko uporabnik snema z zvokom, ki je v mono tehniki, aparat pa omogoča snemanje s 24 posnetki v sekundi (v trajanju do 5 minut, oz. do 20 minut v slabši ločljivosti).

#### Dodatki
- ML-L3 brezžični (infrardeč) daljinski upravljavec - sprožilec ter MC-DC2 kabel za oddaljeni sprožilec.
- MB-D80 Multi Power baterijsko držalo.
- GP-1 GPS enota (za GPS geotagging).

#### Zajemanje videa
Nikon D90 je prvi DSLR fotografski aparat, ki ima možnost snemanja video posnetkov HD 720p.
Njegov CMOS senzor zajema svetlobo v tako imenovani tehniki vrtljive zaslonke, zaradi česar so lahko posnetki popačeni.